# Hubert Saint Girons
Pour les articles homonymes, voir Saint-Girons.
Hubert Saint Girons né à Paris le 13 mai 1926 et décédé le 18 avril 2000 à son domicile situé à Bohallard, sur la commune de Puceul (Loire-Atlantique), est un histologiste et herpétologiste français, directeur de recherche au CNRS, spécialiste des Viperidae européens et des Sphenodontidae. Il a également étudié les lézards et serpents du monde entier lors de nombreuses missions à l’étranger ou dans les Territoires d'outre mer : Maroc, Cambodge, Nouvelle-Calédonie, Californie, Australie et Nouvelle-Zélande...
Admis comme membre en 1946, il devient président de la Société zoologique de France en 1987-1988.
Il est élu membre honoraire de la Royal Society of New Zealand en 1978.
Deux espèces ont été nommées en son honneur : Laticauda saintgironsi en 2005 et Oligodon saintgironsi en 2008.
Il a publié près de 200 articles ; ses principaux sujets d’études sont la thermorégulation des reptiles, l’organe de Jacobson, l’écologie des serpents marins, la morphologie comparative de l’hypophyse des squamates, les rythmes d’activité circadiens chez les reptiles.
Outre leur histologie, H. Saint Girons a également étudié la thermorégulation chez les sphénodons dans des populations sauvages en Nouvelle-Zélande et leur cycle reproducteur.
Il a souvent accompagné son épouse Marie-Charlotte Saint Girons, mammologiste dans ses missions, notamment dans le Haut Atlas marocain et en Nouvelle-Zélande.

## Parcours professionnel
La carrière d'Hubert Saint Girons est étroitement liée à celle de Marie-Charlotte Saint Girons, chacun participant aux recherches de l’autre et nombre de leurs travaux sont cosignés. Étudiants à Rennes dans les dernières années de la Seconde Guerre mondiale, ils s’y sont mariés en 1945. Pendant les cinquante années suivantes, ils ont partagé un laboratoire, tout d’abord à Paris, au Laboratoire d’évolution des êtres organisés, Boulevard Raspail, sous la direction de Pierre-Paul Grassé, puis au Laboratoire d’écologie du Muséum national d'histoire naturelle de Brunoy, mais ils travaillent en extérieur six mois de l’année, entre deux périodes d’hibernation des sujets de leurs études, grâce aux terrariums installés dans le parc de la maison familiale de Bohallard, dans la Loire-Atlantique. En 1969, ils quittent Brunoy. Hubert reprend le laboratoire de l’histologiste Manfred Gabe, Boulevard Raspail.
Le couple Saint Girons participe en 1989 au 1er Congrès mondial d'Herpétologie tenu à l'Université du Kent à Canterbury (Grande-Bretagne).

## Quelques publications
- Saint Girons, H. ; Saint Girons, M. C. 1956 : Cycle d’activité et thermorégulation chez les reptiles (lézards et serpents). Vie & Milieu 7: 133 – 226.
- Gabe, M. ; Saint Girons, H. 1964 : Contribution à l’histologie de Sphenodon punctatus Gray. Paris, Éditions du CNRS, 149 p.
- Manfred Gabe et Hubert Saint Girons, « Particularités histologiques de la glande surrénale chez Sphenodon punctatus Gray (Reptile Rhynchocéphale) », Comptes rendus hebdomadaires des séances de l'Académie des sciences, Paris, Gauthier-Villars & Cie, t. 258, partie II : Mars-Avril 1964,‎ 1er avril 1964, p. 3559-3562 (ISSN 0001-4036, lire en ligne)
- Hubert Saint Girons, « Notes sur l'écologie et la structure des populations des Laticaudinae (Serpents, Hydrophidae) en Nouvelle Calédonie », La Terre et la Vie - Revue d'écologie appliquée, Paris, Société nationale de protection de la nature et d'acclimatation de France, vol. 64, no 2,‎ avril-juin 1964, p. 185-214 (ISSN 0249-7395, lire en ligne [PDF]).
- Manfred Gabe et Hubert Saint Girons, « Le troisième type de contact hypothalamo-hypophysaire proximal : l'éminence médiane de Sphenodon punctatus », Comptes rendus hebdomadaires des séances de l'Académie des sciences, Paris, Gauthier-Villars & Cie, t. 259, partie II : Septembre-Octobre 1964,‎ 28 septembre 1964, p. 2136-2139 (ISSN 0001-4036, lire en ligne)
- Manfred Gabe et Hubert Saint Girons, Contribution à la morphologie comparée du cloaque et des glandes épidermoïdes de la région cloacale chez les Lépidosauriens, Paris, Muséum national d'Histoire naturelle, coll. « Mémoires du Muséum national d'Histoire naturelle, Nouvelle série / Série A – Zoologie » (no 33, fasc. 4), 1965, 143 p. (ISSN 0078-9747, présentation en ligne)
- Manfred Gabe et Hubert Saint Girons, « Données histologiques sur le tégument et les glandes épidermoïdes céphaliques des Lépidosauriens », Acta Anatomica, Basel, S. Karger AG, vol. 67, no 4,‎ 1967, p. 571-594 (ISSN 0001-5180, DOI 10.1159/000143006, résumé)
- Manfred Gabe et Hubert Saint Girons, Données histologiques sur les glandes salivaires des Lépidosauriens, Paris, Muséum national d'Histoire naturelle, coll. « Mémoires du Muséum national d'Histoire naturelle, Nouvelle série / Série A – Zoologie » (no 58, fasc. 1), 1969, 112 p. (ISSN 0078-9747, présentation en ligne)
- Manfred Gabe et Hubert Saint Girons, « Polymorphisme des glandes nasales externes des Sauriens », Comptes rendus hebdomadaires des séances de l'Académie des sciences, Paris, Gauthier-Villars, d – Sciences naturelles, t. 272, partie II : Mars-Avril 1971,‎ 1er mars 1971, p. 1275-1278 (ISSN 0567-655x, lire en ligne)
- Saint Girons, H. 1972 : Les Serpents du Cambodge, Volume 74, Mémoires du Muséum national d'histoire naturelle, 170 p.
- Manfred Gabe et Hubert Saint Girons, « Contribution à l'histologie des glandes nasales externes de Sphenodon punctatus Gray (Reptilia, Rhynchocephalia) », Acta Anatomica, Basel, S. Karger AG, vol. 84, no 3,‎ 1973, p. 452-464 (ISSN 0001-5180, DOI 10.1159/000143951, résumé)
- Manfred Gabe et Hubert Saint Girons, Contribution à la morphologie comparée des fosses nasales et de leurs annexes chez les Lépidosoriens, Paris, Muséum national d'Histoire naturelle, coll. « Mémoires du Muséum national d'Histoire naturelle, Nouvelle série / Série A – Zoologie » (no 98), 1976, 87 p., 38 p. de pl. (ISBN 2-85653-009-5, ISSN 0078-9747, présentation en ligne)
- (en) Saint Girons, H. 1980 : Thermoregulation in reptiles with special reference to the tuatara and its ecophysiology. Tuatara 24 : 59 – 80.

## Éléments biographiques
- Biographies détaillées dans (en) Contributions to the History of Herpetology, Kraig Adler, 2 vol., Society for the Study of Amphibians and Reptiles, 2007 & 2012.
- Lescure, J. 2001, In memorium Hubert Saint Girons (1926-2000), Bulletin de la Société Herpétologique de France, 98. 57-60.